# مغامرات سلفستر وتويتي
مغامرات سلفستر وتويتي هو سلسلة رسوم متحركة تلفزيونية عرض من عام 1995 إلى 2001 على محطة Kids' WB ثم لاحقا على كرتون نتورك وعدة محطات عربية منها قناة سبيس تون. سيلفستر القط وتويتي الكناري و مربيتهم جراني الجدة و هكتور الكلب جميعهم من شخصيات لوني تونز.
في حلهم للقضايا دائمًا ما يحاول سلفستر أكل تويتي في وسط القضية، ولكن من سوء حظ سلفستر أن الكلب هكتور يمثل كحارس شخصي لتويتي فدائما ما تفشل محاولاته. جميع حلقات المسلسل متاحة على منصة نتفليكس.

## الأصوات العربية

### الأصوات الدبلجة السورية
- أيمن السالك (سلفستر)
- آمال سعد الدين (غراني)
- آمنة عمر (تويتي)
- قاسم ملحو
- منصور عبد الرحمن
- محمد حداقي
- بثينة شيا
- لورا أبو أسعد
- علاء إبراهيم

### الأصوات الدبلجة اللبنانية
- جورج طويل (سلفستر)
- رانيا مروة (غراني)
- رالين داغر (تويتي)
- شربل أيوب
- فادي الرفاعي
- ريتشارد ياني

## طاقم العمل

### نسخةمركز الزهرة
- الإعداد: سامي خويص، رضوان حجازي
- المراجعة: د. عماد الدين الرشيد
- التدقيق اللغوي: شفيق البيطار
- هندسة الصوت: لؤي إسماعيل، نديم سليمان
- المونتاج: سامر أبو حمد
- المكساج: لويس أبو عسلي، محمد حسان بكر
- كلمات وتنفيذ الشارة والأغاني: رشا رزق
- أداء: زهراء هاشم القطري، فاطمة هاشم القطري، لارا هاشم القطري، غدير هاشم القطري
- تسجيل الشارة والأغاني: سامر أبو عسلي
- مكساج الأغاني: م. خالد وظائفي
- الإشراف الهندسي: م. رامز ترجمان
- الحاسوب: بسام الحسوني
- التنسيق الإداري: عماد الشيخ خالد
- المتابعة المالية: محمد حسان مهنا
- متابعة الإنتاج: رضوان حجازي
- توزيع: YOUNG FUTURE ENTERTAINMENT (فايز الصباغ)
- تنفيذ الدوبلاج: مركز الزهرة للإنتاج الفني والتوزيع
- الإشراف العام: مناع حجازي
- الإشراف الفني: لويس أبو عسلي

## روابط إضافية
- مغامرات سلفستر وتويتي على موقع IMDb (الإنجليزية)
- مغامرات سلفستر وتويتي على موقع ميتاكريتيك (الإنجليزية)
- مغامرات سلفستر وتويتي على موقع روتن توميتوز (الإنجليزية)
- مغامرات سلفستر وتويتي على موقع كينوبويسك (الروسية)
- مغامرات سلفستر وتويتي على موقع ألو سيني (الفرنسية)
- مغامرات سلفستر وتويتي على موقع قاعدة بيانات الفيلم (الإنجليزية)